# Peter Wyngarde
Peter Wyngarde, möjligen ursprungligen Cyril Louis Goldbert, född omkring 1927 i Marseille i Frankrike, död 15 januari 2018 i London, var en brittisk skådespelare. Han är bland annat känd för att ha spelat huvudrollen i Jason King. Hans far var engelsk och hans mor fransyska.
Wyngardes födelseår och ålder har i olika sammanhang redovisats på ett inkonsekvent sätt.[källa behövs]